# 아고스티노 라멜리

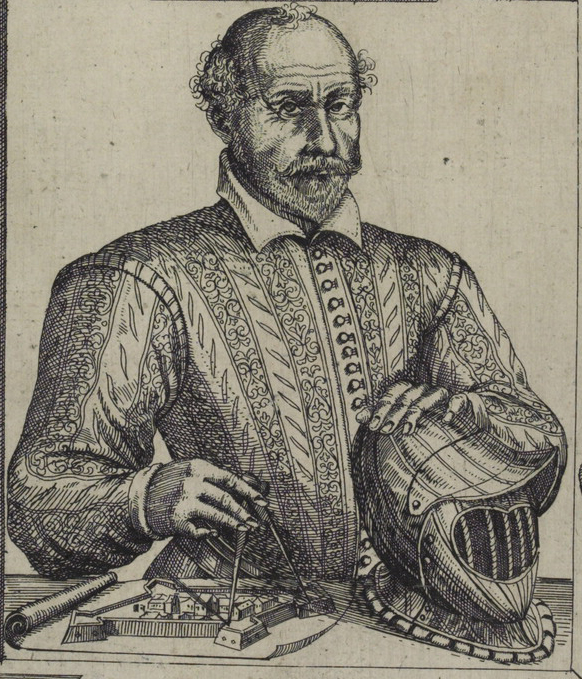
아고스티노 라멜리의 초상을 그린 판화.

아고스티노 라멜리(Agostino Ramelli, 1531년 ~ 1610년?)는 이탈리아의 엔지니어로, 그 자신이 직접 글을 쓰고 삽화를 그린 책 《다양하고 창의적인 기계들》(Le diverse et artificiose machine)로 알려져 있다. 유명한 회전식 독서대(책 바퀴)의 도안도 이 책에서 나온 것이다.
라멜리는 오늘날의 스위스에 해당하는 폰테 테레사(Ponte Tresa) 또는 메산제나(Mesanzena) 지방에서 태어났다. 1572년부터 1573년에 걸쳐 벌어졌던 라로셸 공성전 때는 성벽 아래에 갱도를 파는 계획을 세워서 요새를 파괴하는데 성공하였다. 이 공으로 당시 지휘관으로 훗날 앙리 3세로 즉위하게 되는 앙쥬 공작 앙리의 귀에까지 그의 이름이 알려지게 되었다.
1588년, 라멜리는 《다양하고 창의적인 기계들》을 출간하였다. 이 책에는 195가지 도안이 실려 있고, 그 가운데 절반 이상이 송수 펌프나 우물 등의 물 저장 정치에 관한 것이다. 그 밖에 이 책에는 교량이나 풍차(風車), 나아가서는 반켈 엔진(Wankel engine)의 선구격이 될 아이디어도 포함되어 있다. 그 가운데서도 회전식 독서대(책 바퀴)에 관한 도안은 이 책에 실린 도안 가운데 가장 유명한 것 가운데 하나이다.
《다양하고 창의적인 기계들》은 시대를 내려오면서도 끊임없이 간행되었으며, 2018년에 한국의 서울대학교 생명과학부 홍성욱 교수가 해설을 맡아 도서출판 그림씨에서 번역 출간되었다.

## 같이 보기
- 기기도설 - 아고스티노 라멜리가 고안한 취수기 등의 몇몇 기계가 삽화로 소개되어 중국에도 알려졌다.